# Marko Zink

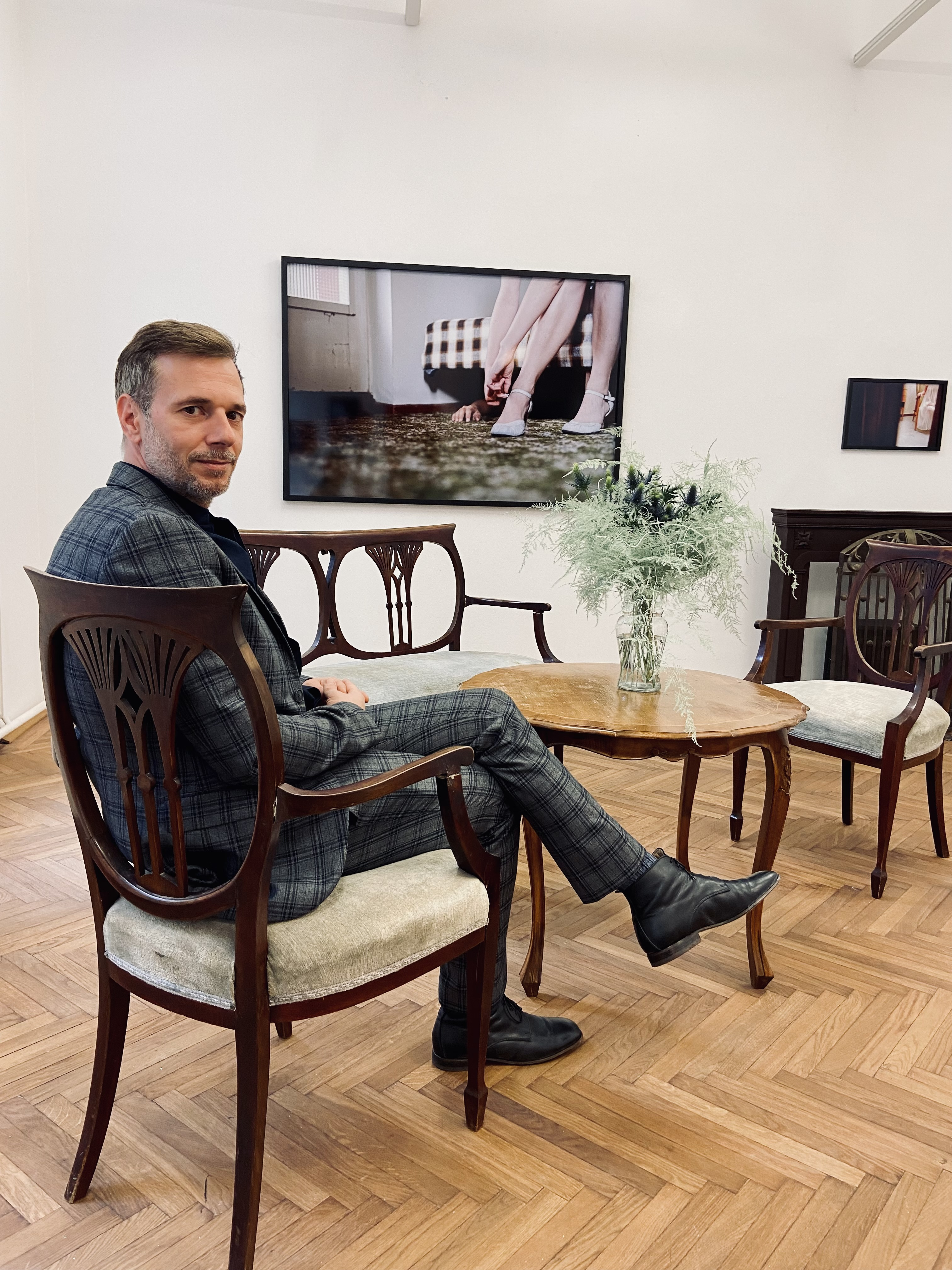
Marko Zink, 2022

Marko Zink (* 30. September 1975 in Gaschurn) ist ein österreichischer Künstler. Sein Werk umfasst analoge Kunstfotografie, Videokunst, Performance, Installationen und Literatur.

## Leben
Marko Zink wuchs in Gaschurn, Vorarlberg auf. Entscheidend für Zinks künstlerischen Werdegang war der Kontakt und Einfluss von Künstler Ingo Springenschmid, der ihn zusammen mit seiner Ehefrau Ingeborg Springenschmid künstlerisch im Bereich Künstlerische Fotografie, Lyrik und Prosa förderte.
Zink zog 1996 nach Wien und studierte dort Germanistik, Publizistik- und Kommunikationswissenschaften. Das Studium schloss er mit Auszeichnung über die Die Festrede - Epideiktik und Preisreden Elfriede Jelineks ab.
2002 diplomierte er an der Schule für Künstlerische Fotografie Wien unter der Leitung von Friedl Kubelka.
Im selben Jahr bewarb er sich an der Akademie der bildenden Künste in Wien und wurde in die Meisterklasse für Kunst und künstlerische Fotografie von Eva Schlegel aufgenommen (später bei Josephine Pryde und Matthias Herrmann). Darüber hinaus studierte er auch in den Klassen für Erweiterten Malerischen Raum (bei Franz Graf) und Kunst im öffentlichen Raum (bei Judith Huemer und Mona Hahn). Er schloss das Studium mit Auszeichnung ab und diplomierte in der Klasse für Performance bei Carola Dertnig.
2024 förderte das Bundesministerium für Kunst und Kultur Marko Zink mit einem Bundesatelier in Wien zur Ausübung seiner künstlerischen Tätigkeit.

## Fotografische Techniken
Marko Zink fotografiert ausschließlich analog mit natürlichem Licht. Das Trägermaterial, der analoge Film, wird vor der Belichtung mehrfach gekocht und darüber hinaus für einige Serien gezielt chemisch und mechanisch bearbeitet (unter anderem für die Serie „M 48° 15′ 24.13″ N, 14° 30′ 6.31″ M - Mauthausen, die Tilgung von Erinnerung“). Diese von ihm entwickelte Technik ist seine Handschrift mit Wiedererkennungseffekt. Das daraus resultierende Zerfallen der Negative beschreibt er als gezielt konzeptuelles Einsetzen und hinterfragt die Hauptkriterien der Fotografie als Erinnerungs- und Dokumentationsträger.
Für seine Serie "M 48° 15′ 24.13″ N, 14° 30′ 6.31″ M über das Mauthausen Memorial arbeitete er mit Tabula Scalata (Lamellenbildern), wobei er diese Technik abänderte und auf diesen nur zwei (statt drei) Ansichten präsentierte. 2023 übernahm Zink diese Technik für seine analoge Unterwasserserie "alles was sie sagen" erneut, allerdings zeigen diese Lamellenbilder die klassische Ansicht dreier Bilder.

## Rezeption
Zink interpretiert in seinen Arbeiten das Thema der inszenierten Fotografie neu. Zum einen gibt er dem Betrachter das Gefühl, nur zufällig Zeuge dieses „flüchtigen“ Moments geworden zu sein. Zum anderen reinszeniert er Subjekte als Objekte und vice versa.
Marko Zink ist ein Konstrukteur von Wirklichkeit, er fügt zusammen, was scheinbar nicht zusammengehört, er amalgamiert So paart sich Mensch mit Tier, Mensch mit Maschine, Mensch mit Mobiliar oder Mensch mit Natur. In seiner Werkserie „Schwimmer“ wird der Bedeutungsträger Mensch komplett negiert und treibt als leblose Hülle unter Wasser, wobei zeitgleich die Entstehung der Arten thematisiert wird.
Viele seiner Serien basieren auf interdisziplinären Konzepten, seine Theorien entlehnt Zink auch der Literatur, unter anderen seiner Auseinandersetzung mit Friedrich Dürrenmatt oder Literaturnobelpreisträgerin Elfriede Jelinek. Letztere spielt in seinem Leben eine entscheidende Rolle, Werkserien, auf die sie verschiedensten Einfluss übt, finden multimedialen Einzug in die Werkpräsentationen. Unter anderem hat sie für den Künstler Exklusivtexte zu seinen Serien „in der Maschine“ und „Tragödien“ geschrieben und diese für ihn eingelesen. Diese von ihr eingelesenen Texte wurden von Zink in Kooperation mit Vinylograph auf sogenannten „Tonbildpostkarten“ in limitierter Edition veröffentlicht. Hierbei handelt es sich um rechteckige Vinylschallplatten, die auch als Postkarten verschickt werden können. 

## Werke (Auswahl)
- 2004–2012: Schwimmer (analoge Unterwasserfotografie)
- 2008–2010: Tragödien (analoge Panoramafotografien mit mehrfach gekochten Filmen und einem Text von und mit Elfriede Jelinek auf rechteckiger Vinylschallplatte[18])
- 2010: Im Kurhotel (analoge Fotografie)
- 2014: Olympia (analoge, handcolorierte Fotografie)
- 2004–2021: In der Maschine (Multimediaprojekt mit einem Text von und mit Elfriede Jelinek auf rechteckiger Vinylschallplatte[19][20])
- 2016–2019: M 48° 15′ 24.13″ N, 14° 30′ 6.31″ M - Mauthausen, die Tilgung von Erinnerung (Kontextualisierungen und analoge Fotografietechniken mit mehrfach gekochten Filmen, die chemisch und mechanisch bearbeitet wurden)
- 2021–2022: Als die Tiere den Wald verließen (analoge Fotografie, händisch gezogenes Filmmaterial)
- 2022: Innerer Film (analoge Fotografie gedruckt als Daguerrotpyie auf Handspiegeln als Familienportrait)
- 2023 ongoing: Alles was sie sagen (analoge Unterwasserfotografie mit gekochtem Film): im Zentrum der Serie stehen Autorinnenportraits, die Zink im Ozean in antiken Medaillons und Rahmen installiert, abfotografiert und auch als Lamellenbilder präsentiert.[21][22]
- 2023 ongoing: This is desire (analoge Nachtfotografieserie)

## Ausstellungen (Auswahl)
- 2010: Tragödien - eyes on, Europäischer Monat der Fotografie, Wien, Österreich[23]
- 2012: Im Kurhotel - eyes on, Europäischer Monat der Fotografie, Wien, Österreich
- 2012: Les Abysses Oniriques - Europäischer Monat der Fotografie Paris, Frankreich[24]
- 2012: Japan - Fragilität des Daseins, Leopold Museum, Wien, Österreich[25]
- 2012: 7. Berlin Biennale für zeitgenössische Kunst, Projekt ArtWiki, Berlin, Deutschland[26][27]
- 2012: Im Kurhotel, Künstlerhaus Wien, Österreich
- 2012: Im Kurhotel, Heimatmuseum Schruns, Österreich
- 2012: Im Kurhotel, Galerie Lisi Hämmerle, Bregenz, Österreich
- 2012: Im Kurhotel, Galerie Michaela Stock, Wien, Österreich
- 2013: Warte bis es dunkel wird, Valie Export Kubus, Wien, Österreich
- 2013: Am Ende der Sehnsucht / Der Tod und das Meer, Kunstraum Sylt Quelle, Deutschland[28]
- 2013: Shape the Scape, Kit Schulte Contemporary Art, Berlin, Deutschland
- 2013: Shape the Scape, Widmer & Theodoridis Galerie, Zürich, Schweiz
- 2014: This human world, Internationales Filmfestival der Menschenrechte, Wien (Österreich)[29][30]
- 2014: Das Fenster, GAS Station Berlin, Deutschland
- 2015: Le voyage a nantes, Nantes, Frankreich
- 2015: Kaunas Photo Festival, Kaunas, Litauen[31]
- 2019: Kaunas Star Award, Kaunas, Litauen
- 2019: M 48° 15′ 24.13″ N, 14° 30′ 6.31″ E, Mauthausen Memorial, Österreich[32]
- 2019: M 48° 15′ 24.13″ N, 14° 30′ 6.31″ E, Galerie Michaela Stock, Wien, Österreich
- 2020: Between surrealism and magic realism, beam collective, Tel Aviv (Israel)[33]
- 2020: We like smalls things 3, Filter Photo Festival, Chicago, USA[34]
- 2021: Water what? Interculture Guangzhou & Österreichisches Kulturforum in Peking, China[35]
- 2021: Installation Unterwassertunnel - anlässlich der chinesisch-europäischen Kulturwoche, Foshan, China
- 2021: In der Maschine, Galerie Michaela Stock, Wien, Österreich
- 2022: In der Maschine, Schauspielhaus Graz, Österreich[36]
- 2022: M 48° 15′ 24.13″ N, 14° 30′ 6.31″ E, MSU (Museum of contemporary art), Zagreb, Kroatien[37]
- 2022: M 48° 15′ 24.13″ N, 14° 30′ 6.31″ E, St.-Katharinen-Kirche, Dom St. Peter und St.-Nikolaus-Kapelle, Osnabrück, Deutschland[38]
- 2022: M 48° 15′ 24.13″ N, 14° 30′ 6.31″ E, Felix Nussbaum Haus Osnabrück, Deutschland[39]
- 2022: #contactyouself, Künstlerhaus Palais Thurn und Taxis Bregenz, Österreich[40]
- 2022: Rotlicht Festival: Manege frei in Suite 17, Franz Josefs Kai 3, Wien, Österreich[41]
- 2022: Manege frei in Suite 17, Franz Josefs Kai 3, Wien, Österreich[42]
- 2022/23: M 48° 15′ 24.13″ N, 14° 30′ 6.31″ E, Vorarlberg Museum, Bregenz, Österreich[43]
- 2023: Sie sehen jetzt aber schon ganz anders aus, Galerie KUB, Leipziger Buchmesse, Deutschland[44]
- 2023: Utopia Today: Rex Box im Kino Rex, Bern, Schweiz[45]
- 2023: Utopia Today: Kunstverein Wagenhalle e. V., Stuttgart, Deutschland[46]
- 2023: Utopia Today: STARTraum Löwinnenhof, St. Pölten, Österreich[47]
- 2023/24: M 48° 15′ 24.13″ N, 14° 30′ 6.31″ E - die Tilgung von Erinnerung, Mauthausen Memorial, Standort Wien, im Zuge von FotoWien, Österreich[48][49]
- 2023/24: Fremde | Über den Zugang zum Anderen, Lentos Museum, Linz, Österreich[50]
- 2024: Textures of Time - Rocks & Dust, Galerie Michaela Stock, Wien, Österreich[51]
- 2024: Umakart x Videocity: Umakart Gallery, Brünn, Tschechische Republik[52]
- 2024: Fragile | Handle with care: Bundesatelier Nummer 13 Wattgasse, Wien, Österreich (Leitung und Kurator)[53]

## Publikationen (Auswahl)
- Marko Zink: M 48° 15′ 24.13″ N, 14° 30′ 6.31″ E - Mauthausen, die Tilgung von Erinnerung: Mandelbaum Verlag ISBN 978-3-85476-827-2
- Marko Zink: Zwischen Spiel und Durchdringung: Verlag für moderne Künste ISBN 978-3-903153-62-2
- Marko Zink: Im Kurhotel: Verlag Fotohof ISBN 978-3-902675-68-2
- Marko Zink: Blinde Flecken, Werkkatalog: Luftschacht Verlag ISBN 978-3-902373-64-9